# Lauren Bush
Lauren Pierce Bush Lauren (sinh ngày 25 tháng 6 năm 1984) là một người mẫu thời trang và thiết kế. Cô là con gái của Neil Bush và Sharon Bush (nhũ danh Smith). Cô là cháu gái của cựu Tổng thống George W. Bush và cháu gái của cựu Tổng thống George H.W. Bush.

## Tiểu sử
Cô sinh ra tại Houston, Texas. Cô học trung học tại trường Kinkaid ở Houston, Texas, cũng như em gái Ashley, và em trai Pierce. Cô theo học thiết kế thời trang tại BEBE và Central Saint Martins College of Art và Thiết kế và tốt nghiệp Đại học Princeton vào năm 2006 với một BA trong Nhân chủng học và một giấy chứng nhận trong nhiếp ảnh. Cô ấy là một thành viên của Ivy Club, một trong mười một câu lạc bộ ở Princeton.

## Cuộc sống cá nhân
Vào ngày 4 tháng 9 năm 2011 cô kết hôn với David Lauren, con trai của nhà thiết kế thời trang Ralph Lauren. Cô ăn chay kể từ năm bốn tuổi.